# フィリップ・ロー
フィリップ・ガース・ロー（Phillip Garth Law, AC CBE FAA FTSE、1912年4月21日 - 2010年2月28日）は、1949年から1966年にかけてオーストラリア国立南極調査探検隊 (ANARE) の指揮を執ったオーストラリアの科学者、探検家。

## 生い立ち
ローは、ビクトリア州タランガッタで、アーサー (Arthur) とリリー (Lily) のロー夫妻の間の6人きょうだいの2番目の子として生まれた。妹のひとりは、長じて旅行家、作家となったウェンディ・ロー・スチュアートであった。ハミルトン高等学校 (Hamilton High School) に学び、中高教育の教員となって、メルボルン高等学校で物理学やボクシングを教えながら、パートタイムの学生としてメルボルン大学で学び、1941年にMSc（修士（理学）に相当）を取得した。当時のローは、メルボルン大学のボクシング・ライト級チャンピオンであり、他方では1943年から1948年まで、メルボルン大学で物理学を教えてもいた。 
第二次世界大戦中、ローはオーストラリア空軍に志願したが、これは、当時、兵器の研究に関与していた大学の物理学部門が、大学に残ることを求めたのを振り切ってのことであった。ローはオーストラリア陸軍が委嘱した4か月に及ぶ科学的調査のために、ニューギニア島の戦闘地域に入った。

## 南極探検
1947年、ローは、ANAREの上級調査官として、初めて南極大陸に渡った。個々の隊員にそれぞれ複数の役割を与えるためには経営や教育技術の重要性を強く認識していた彼は、程なくして隊長になった。彼の指揮の下で、モーソン基地、デービス基地、ケーシー基地が建設され、5,000キロメートル (3,100 mi)以上に及ぶ海岸線や、1,000,000平方キロメートル (390,000 sq mi)ほどの領域の探険が行なわれた。
隊長を退任した後、ローは1966年から1980年にかけて、南極調査委員会 (the Australian National Committee on Antarctic Research) の委員長を務めた。
ローの妻であるネル (Nel) は、中等教育学校の教師であり、プロの画家、作家であったが、南極を訪れた最初のオーストラリア人女性となった。彼女は、1990年に死去した。
2007年3月1日、メルボルンのビクトリア王立協会で開かれた、第4回国際極年の記念行事に、ローは出席した。ローは、2010年2月28日に97歳で死去した。

## 栄誉
フィリップ・ローは、1961年の新年の叙勲において、大英帝国勲章コマンダー (CBE) に叙された。
また、1975年の女王公式誕生日の叙勲において、オーストラリア勲章オフィサー (AO) に叙され、さらに1995年のオーストラリアの日の叙勲において、オーストラリア勲章コンパニオン (AC) に叙された。
1960年には王立地理学会から金メダル（創立者メダル）を授与され、1987年にはニューサウスウェールズ王立協会からジェームズ・クック・メダルを、1988年には『Australian Geographic』誌のアドベンチャー・オブ・ザ・イヤー賞 (Australian Geographic's Adventurer of the Year Award) を受賞した。2001年1月1日には、センテナリー・メダルを授与された。

## おもな著書
ローは、王立地理学会の学会誌『The Geographical Journal』に、極地探検に関する報告を何本も発表している。おもなものは以下の通り。
- 1954年 – Australian Antarctic Expedition to Mac-Robertson Land 1954. Geographical Journal Vol. 120, Part 4, pp. 409–422.
- 1956年 – Australian National Antarctic Research Expedition, 1955. Geographical Journal, Vol. 122.
- 1958年 – The Antarctic voyage of MV Thala Dan, 1958. Geographical Journal.
- 1958年 – Australian coastal exploration in Antarctica. Geographical Journal. Vol 124, Part 2.
- 1960年 – New ANARE landings in Australian Antarctic Territory 1960. Geographical Journal.
- 1961年 – Australian coastal explorations in Antarctica, 1957. Geographical Journal. Vol 127, Part 4.
- 1961年 – Australian coastal explorations in Antarctica, 1959. Geographical Journal.

ローが単著ないし共著として出版した、書籍、冊子等には以下のものなどがある。
- 1957年 – ANARE: Australia's Antarctic Outposts. (With John Béchervaise). OUP: Melbourne.
- 1962年 – Australia and the Antarctic. (John Murtagh Macrossan Memorial Lectures 1960). University of Queensland Press: Brisbane.
- 1964年 – Antarctica – 1984. (Sir John Morris Memorial Lecture 1964). Adult Education Board of Tasmania: Hobart
- 1983年 – Antarctic Odyssey. Heinemann: Melbourne. ISBN 0-434-40688-0
- 1995年 – The Antarctic Voyage of HMAS Wyatt Earp. Allen & Unwin Australia. ISBN 1-86373-803-7
- 1995年 – You Have to be Lucky: Antarctic and Other Adventures. Kangaroo Press: Kenthurst. ISBN 0-86417-743-7